# Ruta departamental LO-108
La Ruta Departamental LO-108 es una carretera regional peruana que sirve en la provincia de Alto Amazonas, departamento de Loreto. El eje departamental conecta los pozos petrolíferos con el río Huallaga.
La ruta pasa por los distritos loretanos de Balsapuerto y Yurimaguas. La carretera conecta las localidades de Balsapuerto con el puerto Santa Rosa a orillas del río Huallaga a poca distancia de la ciudad de Yurimaguas.